# Miguel Mussard
Miguel Mussard est un footballeur français né le 27 octobre 1977 au Mans. Il évolue au poste d'attaquant.

## Biographie
Il dispute 111 matchs dans le championnat de France de Division 2.